# جميلة دبش
جميلة دبش كسيكسي (1968-2022) ولدت في مدنين في تونس. هي سياسية تونسية،
قيل إنها عضوة عن دائرة تونس المدينة في التجمع الدستوري الديمقراطي سنة 2002.
بعد الثورة التونسية في 14 جانفي 2011 أصبحت قيادية في حركة النهضة ذات التوجه الإسلامي.

فازت بمقعدها كنائبة في مجلس نواب الشعب بعد انتخابات 26 أكتوبر 2014 عن النهضة في دائرة أريانة الانتخابية.

## السيرة الذاتية

### الدراسات
درست في المعهد العالي للتصرف بتونس أين تحصلت على شهادة تقني سامي في التصرف، ثم تحصلت على شهادة الأستاذية في المحاسبة من معهد الدراسات التجارية العليا بقرطاج سنة 2001.

### المسار المهني
في 1993، أصبحت متصرفة بالصندوق الوطني للضمان الاجتماعي، ثم عينت في 2005 كاهية رئيس مصلحة في نفس الصندوق، وذلك حتى 2009 أين أصبحت رئيسة مصلحة أولى بالصندوق الوطني للتأمين على المرض.

في المجال الجمعياتي، جميلة دبش كسيكسي هي من الأعضاء المؤسسين لجمعية ألق الثقافية، وكذلك من الأعضاء المؤسسين ورئيسة شبكة القطب المدني للتنمية وحقوق الإنسان، إضافة لكونها أمينة مال مركز دراسة الإسلام والديمقراطية.

### المسار السياسي
انتخبت كنائبة في مجلس نواب الشعب بعد انتخابات 26 أكتوبر 2014 عن النهضة في دائرة أريانة الانتخابية. في هذا المجلس هي عضوة في لجنة الإصلاح الإداري والحوكمة الرشيدة ومكافحة الفساد ومراقبة التصرف في المال العام بين أبريل 2015 وسبتمبر 2016، وعضوة أيضا في لجنة الصحة والشؤون الاجتماعية بين مايو 2015 وسبتمبر 2016، قبل أن تعين في مكتب المجلس كمساعد الرئيس مكلفة بالعلاقات مع المواطن ومع المجتمع المدني، الأمر الذي سيتوجب منها الاستقالة من عضوية بقية اللجان.

### جدل انتمائها لحزب التجمع «المنحل»
قالت الأمينة العامة المساعدة سابقا بحزب التجمع ورئيسة الحزب الدستوري الحر عبير موسي، في ديسمبر 2019، أن النائبة عن حركة النهضة جميلة الكسيكسي كانت تحمل بطاقة انخراط في حزب التجمع الدستوري الديمقراطي المنحل منذ سنة 2002، بينما نفت الأخيرة ذلك وأفادت أنّها اكتشفت سنة 2008 ''اقتطاع معلوم إنخراط من مرتّبها" وهو ما كان يجري مع جميع الموظفين في البلاد بشكل آلي، وأكدت احتجاجها ورفضها ذلك آنذاك.

### وفاتها
توفيت جميلة الكسيكسي يوم 19 ديسمبر 2022 إثر حادث مرور ولفظت أنفاسها وهي في طريقها إلى المستشفى.

## روابط خارجية
- السيرة الذاتية لجميلة دبش على موقع مرصد مجلس نواب الشعب التابع لمنظمة البوصلة.